# Tautendorf (Thüringen)
Tautendorf ist eine Gemeinde im Südosten des Saale-Holzland-Kreises und Teil der Verwaltungsgemeinschaft Hügelland/Täler.

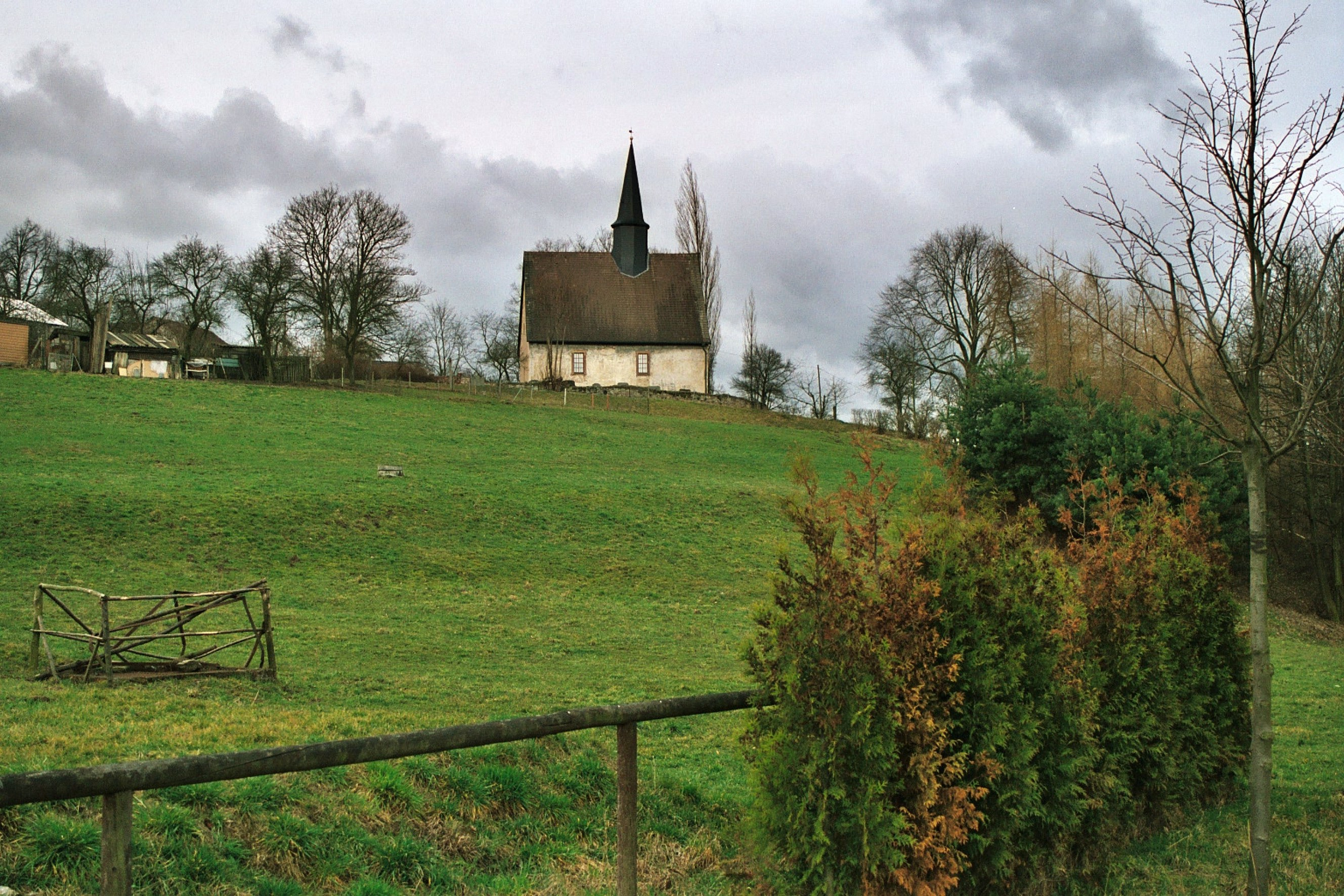
Dorfkirche Tautendorf

## Lage
Tautendorf liegt östlich direkt neben der Bundesautobahn 9 und wird von den Landesstraßen 1062 und 1073 tangiert. Die ackerbauliche Gemarkung bildet den Eingang in das von Ost nach West verlaufende Rodatal. Angrenzende Gemeinden sind Eineborn, Renthendorf und St. Gangloff im Saale-Holzland-Kreis sowie Lindenkreuz und die Stadt Münchenbernsdorf im Landkreis Greiz.

## Geschichte
Die urkundliche Ersterwähnung von Tautendorf erfolgte am 10. Juni 1283. Damals wurde das Kloster Roda zum Gerichtsherrn für Tautendorf bestimmt. Tautendorf gehörte zum Herzogtum Sachsen, seit 1572 zum Herzogtum Sachsen-Weimar und seit 1603 zum Herzogtum Sachsen-Altenburg. Im Dreißigjährigen Krieg und beim Durchzug französischer Truppen unter dem Kommando von Marschall Michel Ney am Vortag der Doppelschlacht bei Jena und Auerstedt nahmen das Dorf und seine Bewohner großen Schaden.
Die denkmalgeschützte Dorfkirche wurde 1628 errichtet.
Entwicklung der Einwohnerzahl (31. Dezember):
| - 1994 - 182 - 1995 - 182 - 1996 - 191 - 1997 - 188 - 1998 - 196 - 1999 - 193 | - 2000 - 182 - 2001 - 182 - 2002 - 178 - 2003 - 171 - 2004 - 172 - 2005 - 172 | - 2006 - 174 - 2007 - 174 - 2008 - 172 - 2009 - 167 - 2010 - 168 - 2011 - 170 | - 2012 - 159 - 2013 - 154 - 2014 - 156 - 2015 - 152 - 2016 - 146 - 2017 - 143 | - 2018 - 142 - 2019 - 137 - 2020 - 143 - 2021 - 144 |

 Datenquelle: Thüringer Landesamt für Statistik

## In Tautendorf geboren
- Ernst Gotthelf Gersdorf (1804–1874), Bibliothekar und Historiker, Direktor der Universitätsbibliothek Leipzig